# Rosemary Chukwuma
Rosemary Chukwuma (Ekwashi, 12 maggio 2001) è una velocista nigeriana.

## Palmarès
| Anno | Manifestazione            | Sede         | Evento      | Risultato  | Prestazione | Note            |
| ---- | ------------------------- | ------------ | ----------- | ---------- | ----------- | --------------- |
| 2018 | Giochi del Commonwealth   | Gold Coast   | 4×100 m     | Bronzo     | 42"75       |                 |
| 2018 | Campionati africani       | Asaba        | 4×100 m     | Oro        | 43"77       |                 |
| 2018 | Giochi olimpici giovanili | Buenos Aires | 100 m piani | Oro        | 23"20       |                 |
| 2019 | World Relays              | Yokohama     | 4×100 m     | Batteria   | 45"07       |                 |
| 2019 | Giochi panafricani        | Rabat        | 200 m piani | Finale     | dns         |                 |
| 2019 | Giochi panafricani        | Rabat        | 4×100 m     | Oro        | 44"16       |                 |
| 2019 | Mondiali                  | Doha         | 4×100 m     | Batteria   | 43"05       |                 |
| 2022 | Mondiali                  | Eugene       | 200 m piani | Semifinale | 22"72       |                 |
| 2022 | Mondiali                  | Eugene       | 4×100 m     | 4ª         | 42"22       | Record africano |
| 2022 | Giochi del Commonwealth   | Birmingham   | 100 m piani | 4ª         | 11"17       |                 |
| 2022 | Giochi del Commonwealth   | Birmingham   | 4x100 m     | Oro        | 42"10       | Record africano |
| 2023 | Mondiali                  | Budapest     | 100 m piani | Semifinale | 11"26       |                 |
| 2023 | Mondiali                  | Budapest     | 4×100 m     | Batteria   | dnf         |                 |
| 2024 | Campionati africani       | Douala       | 100 m piani | Semifinale | 11"79       |                 |
| 2024 | Giochi olimpici           | Parigi       | 100 m piani | Semifinale | 11"39       |                 |
| 2024 | Giochi olimpici           | Parigi       | 4×100 m     | Batteria   | 42"70       |                 |